# Bobby Charlton
Bobby Charlton, właśc. sir Robert Charlton (ur. 11 października 1937 w Ashington, zm. 21 października 2023 w Macclesfield) – angielski piłkarz, który grał na pozycji pomocnika i napastnika. Mistrz świata z 1966. Uważany za jednego z najwybitniejszych piłkarzy w historii piłki nożnej.

## Kariera
Uratowany z katastrofy lotniczej w Monachium w 1958. Z Manchesterem United zdobył w 1968 Puchar Europy, strzelając w wygranym 4:1 finale z SL Benfica 2 gole. W latach 1956–1973 Charlton rozegrał w Manchesterze United 754 mecze i strzelił 249 bramek. Był również przez dwa lata grającym trenerem Preston North End.

### Reprezentacja Anglii
W drużynie narodowej w latach 1958–1970 rozegrał 106 meczów i strzelił 49 goli. Był w składzie na czterech finałach mistrzostw świata w piłce nożnej. Na mistrzostwach w 1958 jako rezerwowy. Wystąpił natomiast w trzech następnych turniejach. Rozegrał 14 meczów na mistrzostwach świata, co stanowi rekord w historii reprezentacji Anglii (wspólnie z Bobbym Moore’em). Na mistrzostwach świata zdobył 4 bramki. Pierwszą strzelił w 1962 podczas meczu grupowego z Argentyną. Podczas mistrzostw w 1966 strzelił 3 bramki: w fazie grupowej Meksykowi i 2 gole w półfinale przeciwko Portugalii, co dało jego reprezentacji awans do finału. Wystąpił również na mistrzostwach w 1970, gdzie osiągnął ćwierćfinał. Jeden z kluczowych zawodników reprezentacji Anglii prowadzonej przez Alfa Ramseya, z którą zdobył też brązowy medal mistrzostw Europy 1968 (zdobył bramkę w meczu o 3. miejsce przeciwko ZSRR).

## Tragedia w Monachium
Bobby Charlton przeżył katastrofę lotniczą. 6 lutego 1958 roku samolot z piłkarzami Manchesteru United wracał do Anglii z meczu Pucharu Europy rozgrywanego w Belgradzie Crveną Zvezdą Belgrad. Nastąpiło międzylądowanie w Monachium w celu zatankowania zbiorników z paliwem. Podczas startu z Monachium czarterowy samolot Elizabethan – Lord Burgley z 43 osobami na pokładzie przerwał ogrodzenie, przejechał przez drogę i uderzył w budynek. Zginęły 23 osoby, w tym ośmiu piłkarzy Manchesteru. Bobby Charlton i trener drużyny Matt Busby przeżyli, choć ich stan był ciężki.

## Sukcesy
Z Manchesterem United
- mistrzostwo Anglii (4): 1956, 1957, 1965, 1967
- Puchar Anglii (1): 1963
- Tarcza Dobroczynności (4): 1956, 1957, 1965, 1967
- Puchar Europy (1): 1968

Z reprezentacją Anglii
- mistrzostwo świata (1): 1966
- 3. miejsce mistrzostw Europy: 1968

## Nagrody
- W 1966 uhonorowany przez „France Football” Złotą Piłką.
- W 1974 odznaczony Komandorią Orderu Imperium Brytyjskiego (CBE)
- W 1994 udekorowany honorowym medalem z okazji 80-lecia FIFA.
- W 1994 królowa Elżbieta II nadała mu tytuł szlachecki.
- W 2009 został honorowym obywatelem miasta Manchester.

Bobby Charlton jest jednym z trzech piłkarzy (także George Best i Denis Law) umieszczonych na pomniku United Trinity przed
stadionem Old Trafford.

## Życie prywatne
Jego bratem był zmarły w 2020 r. Jack Charlton.